# Debra Lafave
Debra Lafave, född 28 augusti 1980 i Riverview, Florida, är en amerikansk sexbrottsling och före detta lärare.
Lafave dömdes den 22 november 2005 till tre års husarrest för att ha haft samlag med en minderårig elev på skolan hon arbetade för.

## Uppväxt och utbildning
Debra Lafave föddes som Debra Beasley och växte upp i Florida. I tonåren var hon tillsammans med Backstreet Boys-sångaren Nick Carter, som menat att han långt efter förhållandets slut fortsatt ha känslor för henne.
Hon studerade senare vid University of South Florida och tog en examen i engelska. Lafave anställdes 2003 som lärare vid Greco Middle School i Temple Terrace. Samma år gifte hon sig med Owen Lafave och tog hans efternamn.

## Brott
Lafave dömdes till tre års husarrest och sju års skyddstillsyn efter att ha ansetts skyldig till att ha haft sex med en av sina elever, en 14-årig pojke, vid flera olika tillfällen. Lafave hade därtill utfört fellatio på honom ett flertal gånger. Som följd av domen kunde Lafave inte längre arbeta som lärare.
Hon arresterades i december 2007 misstänkt för att ha missbrukat villkoren för skyddstillsynen. Lafave hade samtalat med en 17-årig kollega på restaurangen hon arbetade på, och tvingades sluta. Det bedömdes senare att Lafave inte brutit mot villkoren för skyddstillsynen.